# ميتسوبيشي
شركة الميتسوبيشي الأولى كانت شركة شحن أسّست من قبل ياتارو إواساكي (1834 — 1885) في عام 1870.
في 1873 تغير اسم الشركة إلى ميتسوبيشي شيكو.

## الاسم
اسم متسوبيشي يتكون من جزئين:
- معنى "mitsu" ثلاثة
- معنى "bishi" "ماس.

و المعنى المنعكس في شعار الشركة هو للترجمة الأخرى بمعنى «ثلاث ماسات».

## تاريخ الشركة

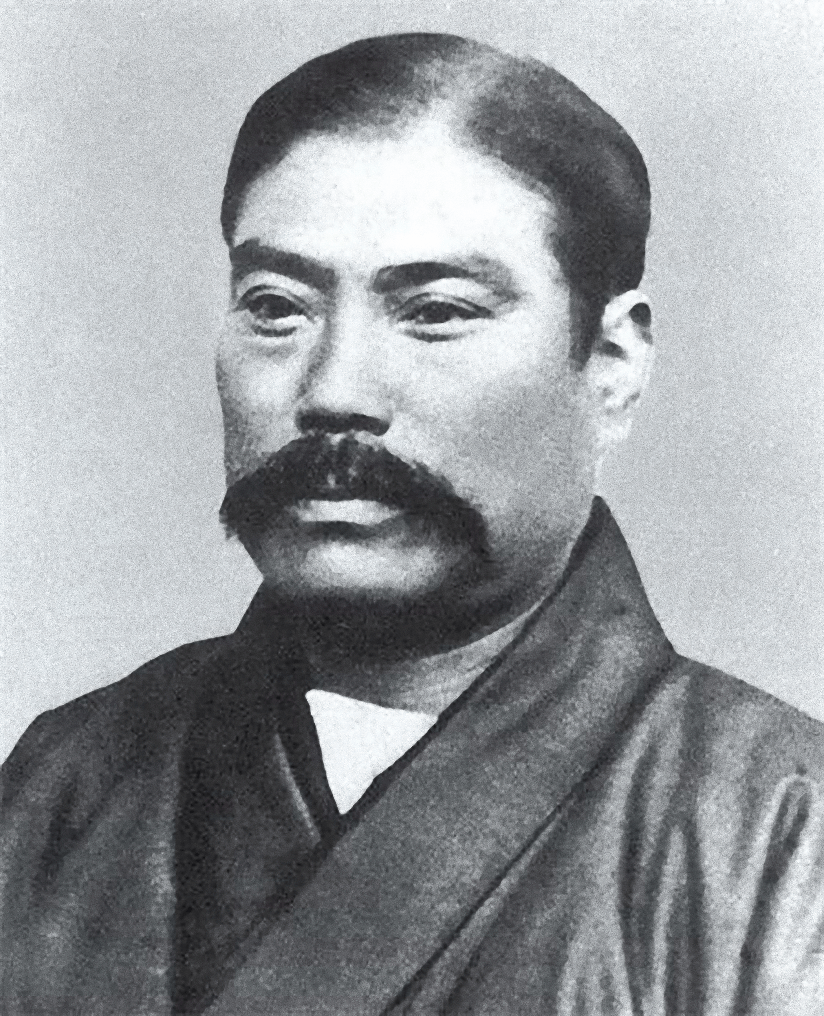
ياتارو إواساكي مؤسس ميتسوبيشي.

اشتركت الشركة في التنقيب عن الفحم في 1881 باكتساب منجم تاكاشيما، يستعمل المنجم لتشغيل أسطول باخرتهم الشاملِ. نوّعوا أيضاً أعمالهم إلى بناء السفن، أعمال مصرفية، تأمين، تخزين، وتجارة. وحَملَ هذا التنويعُ التاليُ المنظمةُ إلى الاستثمار في مثل هذه القطاعاتِ كأجهزة كهربائية زجاجية فولاذية ورقية، طائرة، نفط، وعقارات. كما أن ميتسوبيشي بنت أسند تكتل بشكل واسع، لَعبَ دور مركزي في تحديثِ الصناعة اليابانية.
في بداية القرن العشرين، الشركة سيطرت وحدها على نصف الأسطول التجاري الياباني، ودخلت في فترة التنويع الذي أدى إلى بناء ثلاث كيانات في النهاية:
- مصرف متسوبيشي (الآن جزء من المتسوبيشي مجموعة يو إف جي المالية) أسست في عام 1919. بعد اندماجه مع مصرف طوكيو في عام 1996، وحصص يو إف جي في 2004، أصبح هذا أكبر مصرف في اليابان.
- شركة متسوبيشي، أسّست في 1950، شركة اليابان التجارية الأكبر العامة.
- صناعات متسوبيشي الثقيلة، التي تَتضمّنُ هذه الشركات الصناعية.
- شركة سيارات متسوبيشي، المنتج الآلي الياباني الرابع من حيث التصنيف.
- صناعة متسوبيشي الذرّية، شركة طاقة نووية.
- صناعة متسوبيشي الكيمياوية، شركة المواد الكيمياويةِ اليابانية الأكبرِ
- شركة نيكون، مشهورة بالأجهزةِ الفوتوغرافية.
- "ميتسوبيشي إيركرافت لصناعة الطائرات

## أثناء الحرب العالمية الثانية

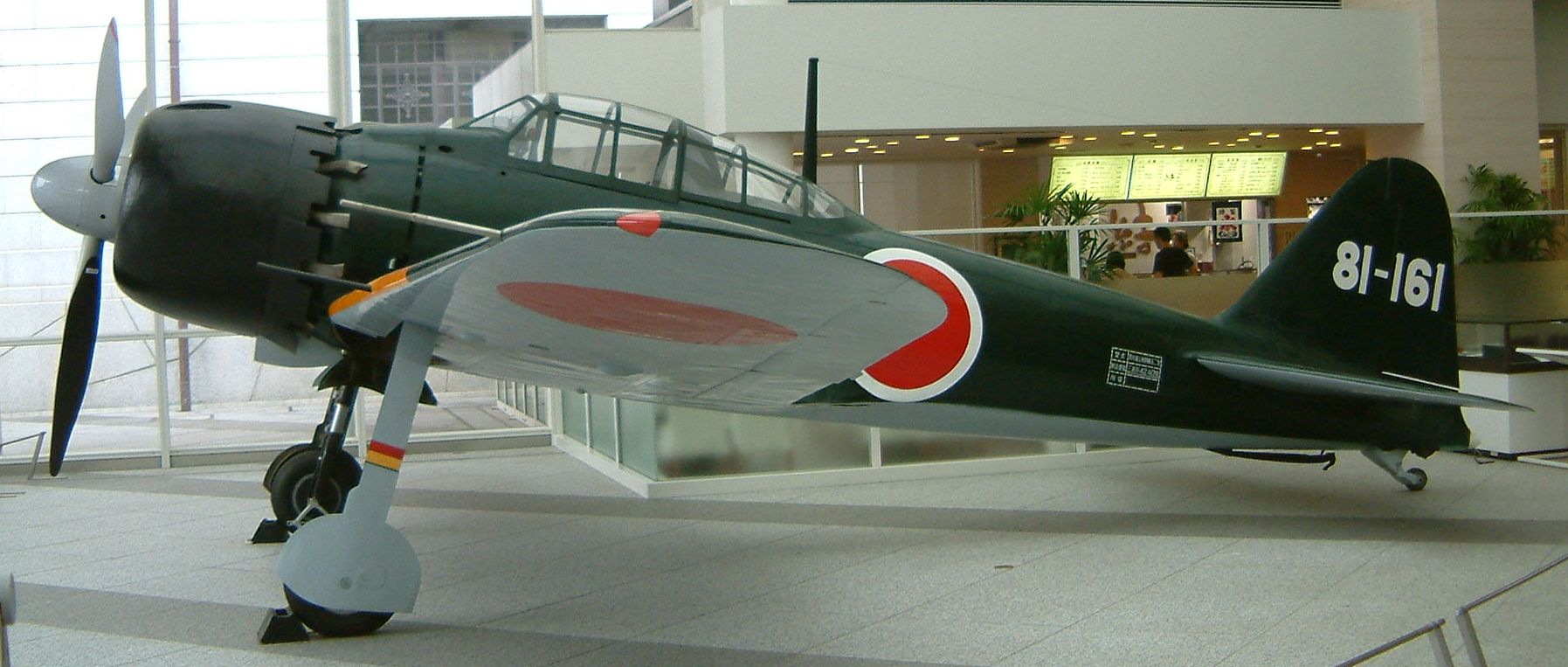
مقاتلة الزيرو ا6أم.

متسوبيشي زيرو كانت مقاتلة في سلاح البحرية الياباني في الحرب العالمية الثانية. وهي كانت طائرة مستعملة من قبل الطيّارين البحريين اليابانيينِ الإمبراطوريينِ في الهجومِ على بيرل هاربور وفي الهجماتِ الانتحاريةِ حتى نهايةِ الحربِ. وهي كَانَت ناجحَة جداً في المعركةِ حتى ابتكرَ الحلفاءَ الوسائلَ لإسْتِعْمال فائدتِهم في القوّة الناريةِ وغوص السرعةِ. بَنى ميتسوبيشي «ريدين» أيضاً، معترض دفاعي أرضي.
بالإضافة، بَنى متسوبيشي العديد مِنْ مفجّري قنابل اليابان الأكْثَر شَهْرَة أيضاً الحربِ، مثل جي 3 إم، جي 4 إم، كي -21، وكي -67.

## ما بعد الحرب
متسوبيشي قسّمَت نفسها إلى الشركاتِ المستقلةِ في 1946 تحت السياسةِ الحكوميةِ ما بعد الحربِ مِنْ جَعْل لامركزيا الصناعةِ. استعملتْ الشركاتُ الحديثة الاستقلالُ للاستفادة من تقنيتُهم المتراكمةُ وقوهم الأخرى لمُتَابَعَة النمو تحت نماذجِ العملِ المنفصلةِ. كشركات مستقلة، شركات المتسوبيشي تَعاونتْ في بَعْض المهمات، كما في petrochemicals وطاقة نووية، وتَنافسَت فيما بينها في القطاعاتِ الأخرى. شركات المتسوبيشي تُشكّلُ كيانا يطلق عليه بمتسوبيشي keiretsu، أَو مجموعة متسوبيشي.

## عصر جديد
شركة متسوبيشي شاركَت في نمو اليابان بشكل لم يسبق له مثيل في الخمسيناتِ والستّيناتِ. على سبيل المثال، كما طورت اليابان صناعات وطاقة مواردها، صنعت شركاتَ المتسوبيشي متسوبيشي بتروكيمياويَ، صناعات متسوبيشي الذرّيةِ الكهربائيةِ، وتطوير نفطِ متسوبيشي.
تأكيد المتسوبيشي التقليديِ على التطور التكنولوجي كَانَ في المغامراتِ الجديدةِ في مثل هذه الحقولِ كتطوير فضاءِ، طيران، تطوير محيطِ، اتصالات بياناتِ، حاسبات، وأشباه موصلات. شركات متسوبيشي أيضاً كَانتْ نشيطة في السلع الاستهلاكيةِ والخدماتِ.
في 1970، أَسّستْ شركاتَ المتسوبيشي مؤسسةَ المتسوبيشي لإحْياء الذكرى المئويةِ لتأسيس شركةِ المتسوبيشي الأولى. تَبنت الشركاتُ مؤسساتَ خيريةَ أيضاً بشكل منفرد.تطورات متسوبيشي كَانتْ أشياء مهمةُ مِنْ شروحاتِ اليابان منذ أي إكس بي أو التأريخية 70 في أوساكا في 1970.
ابتداءً مِنْ شركةِ متسوبيشي 2007 شركة اليابان التجاريةُ الأكبرُ العامّةُ sogo shosha مَع أكثر من 200 مِنْ قواعدِ العملياتِ في تقريباً 80 بلدِ حول العالم. بمجموع أكثر من 500 شركةِ ومجموعةِ، متسوبيشي تستخدمُ قوة عاملة دوليَّة تقريباً 54,000 شخصِ. متسوبيشي كَانَت مُنذُ فترة طويلة مَشْغُولَة في العملِ مَع الزبائنِ حول العالمِ في العديد مِنْ الصناعاتِ، بضمن ذلك الطاقةِ، معادن، مكائن، مواد كيمياوية، غذاء وبضاعة عامّة.